# Herbertia (insect)
Herbertia is een geslacht van vliesvleugeligen uit de familie Pteromalidae. De wetenschappelijke naam van dit geslacht is voor het eerst geldig gepubliceerd in 1894 door Howard.

## Soorten
Het geslacht Herbertia omvat de volgende soorten:
- Herbertia brasiliensis Ashmead, 1904
- Herbertia howardi Ashmead, 1904
- Herbertia indica Burks, 1959
- Herbertia lucens Howard, 1894
- Herbertia malabarica Narendran, 2006
- Herbertia nipponica Burks, 1959
- Herbertia setosa (Dodd, 1915)
- Herbertia wallacei Burks, 1959